# Діскаверер-8
«Діскаверер-8» (англ. Discoverer 8 — відкривач), інші назви KH-1 5, KH-1 9005, CORONA 9005 — американський розвідувальний супутник серії KH-1 (англ. Key Hole — замкова шпарина), що запускались за програмою «Корона». Космічний апарат мав фотокамеру з низькою роздільною здатністю і спускну капсулу для повернення відзнятої плівки.

## Опис
Апарат у формі циліндра було змонтовано у верхній частині ступеня «Аджена-А», тому бувають розбіжності в масі й розмірах — іноді супутником вважають увесь ступінь. Довжина «Аджени-А» разом із супутником становила 5,85 м, діаметр 1,5 м. Загальна маса ступеня із супутником після відокремлення другого ступеня разом з паливом становила приблизно 3850 кг. Без палива апарат важив 795 кг, з них 140 кг — маса спускної капсули. Апарат мав фотокамеру з низькою роздільною здатністю. Живлення забезпечували нікель-кадмієві акумулятори. Орієнтація апарата мала здійснюватись газовими двигунами на азоті.
У верхній частині апарата розташовувалась капсула діаметром 84 см довжиною 69 см. Капсула мала відсік для відзнятої фотоплівки, парашут, радіомаяк, твердопаливний гальмівний двигун. Капсулу мав упіймати спеціально обладнаний літак під час спуску на парашуті, у випадку невдачі капсула могла недовго плавати на поверхні океану, після чого тонула, щоб уникнути потрапляння секретного вмісту до ворожих рук.

## Політ
20 листопада 1959 року о 19:25:24 UTC ракетою-носієм «Тор-Аджена-А» з бази Ванденберг було запущено «Діскаверер-8» на полярну орбіту. На 15-му оберті над Тихим океаном за командою з Землі було відокремлено спускну капсулу. Парашут капсули не розкрився і вона впала в океан за межами визначеного району посадки. Апарат зійшов з орбіти 8 березня 1960 року.